# Saison 1 de Mr. Robot
Chronologie
Saison 2
Cet article présente le guide des épisodes de la première saison de la série télévisée américaine Mr. Robot.

## Généralités
- La saison a été diffusée du mercredi 24 juin 2015 au mercredi 2 septembre 2015 sur USA Network.
- Au Canada, elle a été diffusée du samedi 5 septembre 2015 au samedi 7 novembre 2015 sur Showcase
- En Belgique, elle a été diffusée du mercredi 31 août 2016 au mercredi 21 septembre 2016 sur La Deux.
- En France, elle a été diffusée du lundi 19 septembre 2016 au mardi 18 octobre 2016 sur France 2.
- Au Québec, elle sera diffusée à partir du mardi 11 octobre 2016 sur AddikTV.

## Distribution

### Acteurs principaux
- Rami Malek (VF : Julien Lucas) : Elliot Alderson, un informaticien et hacker redoutable, technicien de sécurité pour Allsafe Security.
- Carly Chaikin (VF : Christine Braconnier) : Darlene, l'une des hackeuses de Fsociety.
- Portia Doubleday (VF : Ludivine Maffren) : Angela Moss, amie d'enfance d'Elliot et collègue de travail à Allsafe Security.
- Martin Wallström (VF : Valéry Schatz) : Tyrell Wellick, d'origine suédoise, il est le vice président senior chargé de la technologie à E Corp.
- Christian Slater (VF : Boris Rehlinger) : Mr. Robot, l'activiste à la tête du groupe de hackers nommé Fsociety.

### Acteurs secondaires
- Michel Gill (VF : Patrice Baudrier) : Gideon Goddard, PDG de Allsafe Security
- Gloria Reuben (VF : Brigitte Berges) : Krista Gordon, la thérapeute de Elliot
- Frankie Shaw (VF : Marie Tirmont) : Shayla, dealeuse de drogues et voisine d'Elliot
- Vaishnavi Sharma (VF : Catherine Artigala) : Magda Alderson, mère d'Elliot.
- Ben Rappaport (VF : Emmanuel Garijo) : Ollie Parker, le petit ami d'Angela et employé à Allsafe Security
- Aaron Takahashi (en) (VF : Frédéric Pulcini) : Lloyd Chung, collègue d’Elliot à Allsafe Security.
- Ron Cephas Jones (VF : Jean-Michel Martial) : Romero, membre de Fsociety.
- Azhar Khan (en) (VF : Charles Borg) : Mobley, membre de Fsociety.
- Sunita Mani (en) (VF : Olivia Luccioni) : Trenton, membre de Fsociety, iranienne.
- Michael Drayer (VF : Mathias Timsit) : Cisco, l’ancien petit ami de Darlene qui est en contact avec le groupe d’hackers « The Dark Army ».
- Stephanie Corneliussen (VF : Emmanuelle Rivière) : Joanna Wellick, femme intrigante de Tyrell.
- Elliot Villar (VF : Benjamin Penamaria) : Fernando Vera, fournisseur de Shayla en drogues (notamment les médicaments d'Elliott), psychopathe, obsédé par Shayla.
- Rick Gonzalez : Isaac Vera
- Sakina Jaffrey (VF : Pascale Vital) : Antara Nayar, l'avocate d'Angela contre E.Corp.
- Bruce Altman (VF : Régis Lang) : Terry Colby, l’ancien directeur technique de E Corp, inculpé pour la cyberattaque réalisée par Fsociety.
- Brian Stokes Mitchell (VF : François Dunoyer) : Scott Knowles, candidat au poste de directeur technique après l’arrestation de Colby.
- Michèle Hicks (VF : Claire Guyot) : Sharon Knowles, femme de Scott Knowles.
- Michael Cristofer (VF : Bernard Lanneau) : Phillip Price, le nouveau PDG d'E Corp.
- Randy Harrison (VF : Taric Mehani) : Harry, compagnon de Gideon Goddard.
- B. D. Wong (VF : Xavier Fagnon) : Whiterose, leader du groupe de hackers « The Dark Army ».
- Jeremy Holm (VF : Jean-Luc Atlan) : Donald « Mr. Sutherland » Hoffman, le garde du corps de Tyrell et Joanna Wellick
- Armand Schultz (VF : Stéphane Bazin) : Lenny Shannon, l'homme marié qui fréquente Krista.
- Don Sparks : Donald Moss, le père d'Angela

## Liste des épisodes

### Épisode 1:sa1ut_1_ami.mov
- États-Unis : 24 juin 2015 sur USA Network[1]
- Canada : 5 septembre 2015 sur Showcase[2]
- Belgique : 31 août 2016 sur La Deux[3]
- France : 19 septembre 2016 sur France 2[4]
- Québec : 11 octobre 2016 sur AddikTV[5]

- États-Unis : 1,75 million de téléspectateurs[6] (première diffusion)
- France : 941 000 téléspectateurs (cumul à 1,3 million de téléspectateurs incluant le replay)[7](première diffusion)

- Jeremy Holm (Homme en noir)
- James Rees (Mobley)
- Michael Buscemi (Romero)
- Sunita Mani (Trenton)
- Jack Corbin (Jeune Elliot)
- Vaishnavi Sharma (Mère d'Elliot)
- Gigi Stone (Journaliste CNBC)
- Justin Matthew Sargent (Technicien nerveux)

La série démarre dans le cybercafé « Ron'coffee » où Elliot s’invite à la table du patron de la chaîne commerciale. Elliot lui dit qu’il sait qu’il s’appelle Rohit Mehta et qu’à l’ouverture de son premier cybercafé on le surnommait Ron. Elliot sait également qu’il possède 17 cybercafés et qu’il en aura bientôt huit autres. Elliot lui dit qu’il aime bien ce cybercafé car il y a une connexion internet avec la vitesse du gigabit. Elliot, étonné, a commencé à intercepter le trafic du réseau et a remarqué quelque chose d’étrange puis a décidé de le hacker. Elliot a découvert qu’il héberge un site web nommé « Les Fils de Platon » derrière le réseau Tor pour rester anonyme. Elliot l’a tout de même trouvé et lui dit « que le routage en oignons n’est pas si anonyme que ça et qu’en contrôlant les nœuds de sortie, on contrôle le trafic ». Elliot pose un dossier sur la table contenant tous ses courriels, ses fichiers et ses photos. Le patron lui dit qu’il va appeler la police. Elliot lui rétorque « pour qu’ils trouvent 100 To de pédopornographie qu’il partage avec ses 400 000 membres ? ». Elliot dit que les choses auraient été beaucoup plus simples s’il s’agissait de sadomasochisme. Elliot lui explique que son père est mort de leucémie à cause de radiations dues à E Corp. Elliot le quitte en lui disant qu’il n’est pas intéressé par l'argent. Puis, la police vient chercher le patron après un appel anonyme d’Elliot.
Elliot Alderson travaille à Allsafe, une entreprise de sécurité cybernétique. La nuit, il pirate les comptes de réseaux sociaux et les relevés bancaires de ses connaissances, en particulier ceux de son amie d’enfance, Angela, de sa thérapeute Krista, et de Shayla son amie qui lui fournit de la drogue. Il stocke ces données sur des CD qu’il déguise en albums de musique. Il utilise régulièrement de la morphine tout en prenant du suboxone, un médicament de sevrage, afin d’éviter de devenir un toxicomane. Il utilise aussi ses compétences de piratage pour traquer les criminels et les livrer à la police.

### Épisode 2:un_0u_z3r0.mpeg
- États-Unis : 1er juillet 2015 sur USA Network
- Canada : 12 septembre 2015 sur Showcase
- Belgique : 31 août 2016 sur La Deux
- France : 19 septembre 2016 sur France 2
- Québec : 18 octobre 2016 sur AddikTV

- États-Unis : 1,73 million de téléspectateurs[8] (première diffusion)
- France : 599 000 téléspectateurs[7] (première diffusion)

Elliot refuse un emploi bien payé de Tyrell Wellick, le nouveau directeur de la technologie par intérim d’E Corp. Elliot obtient l’accès au compte d’E Corp de Tyrell Wellick grâce à la faille de sécurité Shellshock. Dans un message vidéo public destiné à accréditer la culpabilité de Colby, Fsociety exige que Colby soit libéré et qu’E Corp soit dissoute. Elliot est de plus en plus paranoïaque et augmente ses prises de morphine. Darlene lui rend visite à son domicile pour le conduire chez Fsociety alors que personne ne devrait savoir où il vit. Mr. Robot et Fsociety veulent qu’Elliot pirate une usine de production de gaz, provoquant l’explosion d’un gazoduc et la destruction de Steel Mountain où résident les sauvegardes informatiques d’E Corp. Elliot refuse car il ne veut pas que des vies soient mises en jeu.

### Épisode 3:d3b0gag3.mkv
- États-Unis : 8 juillet 2015 sur USA Network
- Canada : 19 septembre 2015 sur Showcase
- Belgique : 7 septembre 2016 sur La Deux
- France : 26 septembre 2016 sur France 2
- Québec : 25 octobre 2016 sur AddikTV

- États-Unis : 1,60 million de téléspectateurs[9] (première diffusion)
- France : 700 000 téléspectateurs[10] (première diffusion)

Tyrell frappe un sans-abri qu’il paie pour se défouler après avoir compris qu’il ne serait pas nommé au poste de directeur technique. Il séduit le secrétaire de son patron afin de pouvoir installer un rootkit sur son smartphone et découvrir qui sera nommé. Sur les instructions de sa femme enceinte Joanna, Tyrell planifie un dîner avec le candidat.
Cisco fait chanter Ollie et exige qu'il infecte Allsafe Security avec le CD qui a été utilisé pour le hacker. Lorsqu’Ollie l’avoue à Angela, révélant au passage sa liaison, elle est d’accord pour accéder à la demande du hacker de pirater Allsafe Security parce que ses données personnelles et celles de son père ont aussi été volées dans l’ordinateur d’Ollie.

### Épisode 4:d3m0ns.mp4
- États-Unis : 15 juillet 2015 sur USA Network
- Canada : 26 septembre 2015 sur Showcase
- Belgique : 7 septembre 2016 sur La Deux
- France : 26 septembre 2016 sur France 2
- Québec : 1er novembre 2016 sur AddikTV

- États-Unis : 1,27 million de téléspectateurs[11] (première diffusion)
- France : 411 000 téléspectateurs[10] (première diffusion)

Au lieu de faire sauter le gazoduc Elliot projette de détruire les bandes de sauvegarde à Steel Mountain en piratant la climatisation pour les faire fondre avant que des copies puissent être expédiées ailleurs. Comme cela nécessite d’être sur place et d'agir avant que des copies ne soient créées et transférées dans d'autres sites, Elliot, Romeo, Mobley et M. Robot quittent New York pour Steel Mountain. Sur la route, Elliot souffre alors d’une crise par manque de morphine. Le groupe doit attendre à l’hôtel que ses symptômes disparaissent. Elliot part à la recherche de morphine et prend finalement une seringue d’héroïne qui lui donne des hallucinations avec Tyrell, son poisson Qwerty, sa mère et Angela dans lesquelles il explore ses démons.

### Épisode 5:3xp10its.wmv
- États-Unis : 22 juillet 2015 sur USA Network
- Canada : 3 octobre 2015 sur Showcase
- Belgique : 14 septembre 2016 sur La Deux
- France : 3 octobre 2016 sur France 2
- Québec : 8 novembre 2016 sur AddikTV

- États-Unis : 1,38 million de téléspectateurs[12] (première diffusion)
- France : 411 000 téléspectateurs[10] (première diffusion)

Avec l'aide de Fsociety, Elliot infiltre Steel Mountain en utilisant la manipulation psychologique (ingénierie sociale). Après avoir grugé ainsi deux employés, il rencontre par hasard Tyrell dont l’orgueil va lui permettre d'ouvrir les dernières portes et de connecter son dispositif de piratage au système de régulation de la climatisation. Cependant Tyrell révèle qu'il sait qu’Elliot a manipulé Terry Colby mais qu’il ne va pas le dénoncer. 
Darlene apprend que la Dark Army ne souhaite plus attaquer simultanément le centre de sauvegarde en Chine ce qui met le plan de Fsociety en péril. Tyrell et Joanna dînent avec le candidat au poste de directeur technique, Scott Knowles, et son épouse Sharon pour trouver leurs failles. Tyrell découvre que Sharon veut être séduite après son attitude ambiguë dans la salle de bains. 
Angela quitte Ollie après lui avoir dit qu'elle a infecté Allsafe avec le CD du hacker puis se rend chez son père. Elle découvre qu'il croule sous les dettes engendrées par les soins médicaux reçus par sa mère. 

### Épisode 6:vai11ant_v0yag3ur.asf
- États-Unis : 29 juillet 2015 sur USA Network
- Canada : 10 octobre 2015 sur Showcase
- Belgique : 14 septembre 2016 sur La Deux
- France : 3 octobre 2016 sur France 2
- Québec : 15 novembre 2016 sur AddikTV

- États-Unis : 1,25 million de téléspectateurs[13] (première diffusion)
- France : 264 000 téléspectateurs[10] (première diffusion)

Shayla est kidnappée par Isaac, le frère de Vera, et DJ. Ils forcent Elliot à pirater la prison de Vera pour le faire sortir en échange de Shayla. Malgré la tentative de Mr. Robot de le persuader de laisser mourir Shayla, Elliot rend visite à Vera pour espionner le réseau informatique de la prison. 
Scott Knowles, le nouveau directeur technique, révèle à Tyrell, pour l’humilier, que Sharon lui a parlé de l'incident de la salle de bains. De rage, Tyrell démolit sa cuisine. Joanna lui dit qu'il n’y était pour rien et lui explique qu’ils doivent se montrer patients mais ils savent à présent que Sharon veut être séduite. 
Angela rencontre les avocats qui représentaient sa famille dans les poursuites contre E Corp concernant les déchets toxiques afin de faire rouvrir le dossier. Ils lui disent que c’est impossible de gagner à moins d’obtenir le témoignage de quelqu'un de l'intérieur. Elle pense alors à Terry Colby. 

### Épisode 7:c0d3_s0urc3.flv
- États-Unis : 5 août 2015 sur USA Network
- Canada : 17 octobre 2015 sur Showcase
- Belgique : 14 septembre 2016 sur La Deux
- France : 10 octobre 2016 sur France 2
- Québec : 22 novembre 2016 sur AddikTV

- États-Unis : 1,15 million de téléspectateurs[14] (première diffusion)
- France : 662 000 téléspectateurs[15] (première diffusion)

Dans un flashback Shayla rentre chez Elliot, son voisin de palier, et lui donne son poisson combattant nommé Qwerty. Elle veut être son ami malgré son malaise envers les gens. Elle lui propose également de contacter un fournisseur de suboxone, Vera, malgré sa réputation de psychopathe. On retrouve Elliot un mois après l’assassinat de Shayla dont il se reproche la mort. 
Angela fait un pacte avec Terry Colby : Angela va mentir en disant qu’elle a falsifié l'historique du fichier qui l’incrimine ; en échange Colby va témoigner qu’E Corp a bien caché la fuite de déchets toxiques en 1993. Cependant Gideon prévient Angela que son plan ne va pas seulement lui coûter son travail comme elle le pensait, mais il mettra également Allsafe Security en faillite ce qui la rend dubitative sur la suite à donner. 
Darlene et Mr. Robot tentent de relancer le projet de Fsociety tombé à l’eau à la suite de la défausse de la Dark Army et de la disparition d'Elliot. Darlene pirate l'ordinateur de Cisco et parvient à mettre en place un rendez-vous avec l'insaisissable et dangereux Whiterose, le chef de la Dark Army. Cisco est hors de lui après le coup de Darlene et il va exiger en retour une autre faveur d’Ollie. 

### Épisode 8:whit3r0s3.m4v
- États-Unis : 12 août 2015 sur USA Network
- Canada : 24 octobre 2015 sur Showcase
- Belgique : 21 septembre 2016 sur La Deux
- France : 10 octobre 2016 sur France 2
- Québec : 29 novembre 2016 sur AddikTV

- États-Unis : 1,24 million de téléspectateurs[16] (première diffusion)
- France : 397 000 téléspectateurs[15] (première diffusion)

Darlene et Angela ont une conversation lors d’un cours de danse qui implique qu'elles sont des amies de longue date. Elliot et Fsociety planifient une nouvelle attaque mais ils ont encore besoin de l’aide de la Dark Army. Pour ce faire, avec l’aide d’Ollie qui doit une faveur à Cisco, il bloque le réseau d’Allsafe afin de joindre Elliot. Après avoir compris qu'Angela était derrière l'attaque d’Allsafe, Elliot rencontre Whiterose, une femme obsédée par le temps et cheffe de la Dark Army. Elle lui reproche son manque de concentration et dit que la Dark Army s’est initialement retirée du projet car Gideon, qui suspecte Elliot depuis un moment, a piégé le serveur piraté d’E Corp avec un honeypot, un « pot de miel » chargé d’attirer les personnes mal intentionnées. Elliot le retire avec l'aide de Darlene. Cependant Gideon soupçonne plus que jamais Elliot.
Tyrell est traumatisé par son crime qu’il juge comme étant un acte passionnel. Il garde le secret vis-à-vis de Joanna. Il trouve le fichier de Fsociety après que Gideon lui a parlé du pot de miel. Tyrell rencontre M. Robot où il apparait que les deux sont en affaire. Il rappelle à M. Robot qu'il connaît son « sale petit secret » quand M. Robot refuse de coopérer. M. Robot hausse alors les épaules. 
Lorsque Joanna est informée par la police de l'assassinat de Sharon, elle feint un problème avec sa grossesse pour éviter à Tyrell d'être interrogé en perçant elle-même la poche des eaux. 

### Épisode 9:disqu3_mir0ir.qt
- États-Unis : 19 août 2015 sur USA Network
- Canada : 31 octobre 2015 sur Showcase
- Belgique : 21 septembre 2016 sur La Deux
- France : 17 octobre 2016 sur France 2
- Québec : 6 décembre 2016 sur AddikTV

- États-Unis : 1,32 million de téléspectateurs[17] (première diffusion)
- France : 450 000 téléspectateurs[18] (première diffusion)

Un flashback, qui se passe en 1994 dans la boutique de réparation informatique nommée « Mr. Robot » tenue par le père d’Elliot, montre un client venant se plaindre que le jeune Elliot lui a volé de la monnaie. Puis un accéléré montre la devanture de la boutique changer pour devenir une agence de E. Corp. Après que Mr. Robot a raconté le passé à Elliot, ce dernier s’énerve.
Après la naissance de leur fils, Joanna dit à Tyrell qu'il doit garder le contrôle de la situation « s’il veut encore faire partie de cette famille ». Le PDG d’E. Corp annonce à Tyrell qu’il est licencié à la suite des rumeurs autour de la rivalité entre lui et Knowles et les soupçons de la police pesant sur lui. Sa dernière décision est d’éviter que Gideon ne déconnecte le serveur infecté qui contient le honeypot. Gideon, qui est venu récupérer les disques durs qu’Elliot avait déposés, retrouve le magasin de récupération de données victime d'un incendie. Gideon entre en contact avec quelqu’un responsable des serveurs. Il lui dit que le serveur doit rester un honeypot et que ça doit être quelqu’un d’autre qui ait fait la demande de l’enlever et de le reconnecter au réseau.
Mr. Robot et Elliot se rendent dans la maison de son enfance. Submergé par ses souvenirs, Elliot pousse M. Robot par la même fenêtre à travers laquelle il est passé à l'âge de huit ans. Angela et Darlene suivent Elliot jusqu’au cimetière. Avant que les deux jeunes femmes ne les rejoignent, Mr. Robot dit à Elliot de ne pas laisser Angela et Darlene « se débarrasser de lui » et qu'il l'aimera toujours. Quand elles arrivent, Elliot est seul devant la tombe de son père. Il se rend alors compte qu'il avait endossé la personnalité de son père tout ce temps en se disant « Je suis Mr. Robot ». 

### Épisode 10:j0ur_z3r0.avi
- États-Unis : 2 septembre 2015[19] sur USA Network
- Canada : 7 novembre 2015 sur Showcase
- Belgique : 21 septembre 2016 sur La Deux
- France : 18 octobre 2016 sur France 2
- Québec : 13 décembre 2016 sur AddikTV

- États-Unis : 1,21 million de téléspectateurs  [20] (première diffusion)
- France : 220 000 téléspectateurs [21] (première diffusion)

Elliot se réveille seul dans le véhicule de Tyrell trois jours après la conclusion du dernier épisode, sans aucun souvenir de ces trois jours. Le piratage financier conçu par Fsociety s’est déroulé selon les plans ce qui provoque le chaos à travers le monde et des manifestations dans lesquelles les participants portent des masques de Fsociety. 
Tandis qu’Elliot recherche Tyrell et que les membres de Fsociety détruisent leur matériel informatique pour effacer leurs traces, E Corp, où Angela travaille dorénavant, essaie de rétablir la situation. Lors d’une interview télévisée à laquelle assiste Angela, l’un des directeurs se suicide en direct après avoir déclaré que la situation était désespérée. 
Sous l’emprise de sa schizophrénie, Elliot fait revenir Mr Robot et le questionne sur la disparition de Tyrell. Elliot doute de ce qu’il voit dans ces manifestations qui applaudissent à la disparition de la monnaie. Il voit alors Mr Robot déclarer que le monde actuel n’est plus réel depuis que le peuple l’a abandonné aux mains des grandes entreprises. Il lui conseille de profiter du chaos qui règne à présent à travers la planète.